# Anthony Biekman
Anthony Biekman (Zoetermeer, 16 mei 1994) is een Nederlands voormalig voetballer die doorgaans speelde als aanvaller. Tussen 2012 en 2022 was hij actief voor FC Den Bosch, RKC Waalwijk, FC Dordrecht, VV Katwijk, opnieuw FC Dordrecht, Barendrecht, VCS en FC Skillz.

## Carrière
Biekman speelde voor verschillende profclubs in de jeugd. Zo begon hij bij Excelsior en kwam hij via Sparta Rotterdam bij de jeugd van RKC Waalwijk terecht. Dat liet hem echter weer gaan en toen hapte FC Den Bosch toe. Bij de Brabanders moest hij het doen met een rol als invaller, die hij voor het eerst mocht bekleden tegen FC Den Bosch op 4 februari 2013. In dat duel scoorde hij ook direct. In de zomer van 2013 keerde hij terug naar RKC Waalwijk, waar hij in de beloften ging spelen.
Een seizoen later sloot hij zich aan bij Jong FC Dordrecht. Hij kwam in de tweede helft van het seizoen 2014/15 voor het eerst uit in het eerste van FC Dordrecht. Hiervoor maakte hij op 21 maart 2015 zijn eerste doelpunt in de Eredivisie, tegen Willem II. Door twee doelpunten van Ben Sahar verloor Dordrecht alsnog van Willem II. In 2015 liet hij Dordrecht achter zich en hij had een jaar lang geen club, tot Katwijk hem oppikte. Na een jaar in de Tweede Divisie keerde hij terug bij FC Dordrecht, waar hij tekende voor één seizoen. In 2018 sloot Biekman zich aan bij Barendrecht. Na een jaar bij VCS kwam hij in de zomer van 2021 terecht bij FC Skillz. Een jaar later vertrok hij en besloot hij op achtentwintigjarige leeftijd een punt achter zijn actieve loopbaan te zetten.